# Der Scheich (Film)
Der Scheich (Originaltitel: The Sheik) ist ein US-amerikanischer Spielfilm aus dem Jahr 1921 von George Melford mit Rudolph Valentino in der Titelrolle. Er basiert auf dem gleichnamigen Roman von Edith Maud Hull. Der Film wurde am 30. Oktober 1921 in Los Angeles erstmals aufgeführt.

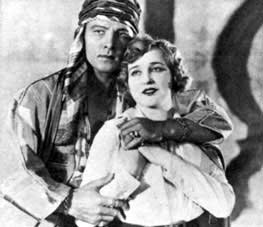
Szenenfoto mit Rudolph Valentino als Scheich und Agnes Ayres als Lady Diana

## Handlung
Lady Diana Mayo fällt auf einer Feier in Biskra dem jungen Scheich Ahmed Ben Hassan auf. Als Diana alleine zu einem Ausflug in die Wüste aufbricht, nimmt er sie gefangen. Ein Freund des Scheichs, Raoul de St. Hubert, kommt zu Besuch und tadelt den Scheich für sein Verhalten. Der Scheich gesteht ihm seine Liebe zu Diana, worauf es Raoul gelingt, ihn davon zu überzeugen, sie freizulassen.
Allerdings wird Diana zwischenzeitlich von einer Bande überfallen und entführt. Der Scheich zieht los, um Diana zu retten. In einem Kampf mit dem Banditen Omair tötet er diesen, wird dabei allerdings schwer verletzt. Diana erfährt, dass der Scheich nur adoptiert wurde und in Wirklichkeit der Sohn eines Briten und einer Spanierin ist. Als Ahmed aufwacht, gesteht sie ihm ihre Liebe.

## Hintergrund
In der Buchversion von Edith Maude Hull verliebt sich Diana in den Scheich, eben weil er sie vergewaltigt. Im Film wird diese Vergewaltigung aber nur angedeutet. Manche Kritiker sagten dem Film einen Misserfolg voraus, weil er sie nicht deutlicher darstellte. Die Darstellung der Araber ist stereotyp, und da zur Zeit seiner Veröffentlichung Mischehen in vielen Staaten der USA noch unter Strafe standen, wäre ein Kuss zwischen einer Britin und einem Araber unmöglich gewesen. Aus diesem Grund wird der Scheich als adoptiertes Kind eines Briten und einer Spanierin dargestellt.
Der Scheich machte Rudolph Valentino zum Sexsymbol und ist heute seine vielleicht bekannteste Rolle. 1926 wurde, ebenfalls mit Valentino in der Hauptrolle eine Fortsetzung unter dem Titel Der Sohn des Scheichs gedreht.